# Colm Meaney
Colm Meaney (ur. 30 maja 1953 w Dublinie) – irlandzki aktor. Występował jako aktor w teatrach irlandzkich i angielskich; w Anglii nawiązał kontakty z telewizją BBC. Popularność zdobył kreując postać inżyniera Miles’a O’Briena w serialach Star Trek: Następne pokolenie i Star Trek: Stacja kosmiczna. Obok Michaela Dorna jest jedynym aktorem, który grał w obydwu seriach nieprzerwanie przez 12 lat. Występował także w innym serialu science-fiction, Gwiezdne wrota: Atlantyda, w którym wcielił się w rolę Cowena, oficera Genaii.
Zaczął uczyć się aktorstwa w wieku 14 lat w Abbey Theatre School of Acting. Został członkiem Irish National Theatre, potem pracował w kilku teatrach Anglii. W drugiej połowie lat 70. występował w zespole Focus Company w Dublinie razem z Gabrielem Byrne i Stephenem Rea.
W 1977 poślubił irlandzką aktorkę Bairbre Dowling, z którą ma córkę, Brendę (ur. w 1984). Para rozwiodła się w 1994. W 2007 poślubił francuską kostiumolożkę, Ines Glorian. Para ma córkę, Adę (ur. 2005).

## Wybrana filmografia

### Filmy
- 1987: Zmarli jako pan Bergin
- 1990: Szklana pułapka 2 jako pilot
- 1990: Przyjdź zobaczyć raj jako Gerry McGurn
- 1990: Dick Tracy jako glina
- 1991: The Commitments jako Jimmy Rabbitte Sr
- 1992: Liberator jako Doumer
- 1992: Za horyzontem jako Kelly
- 1992: Ostatni Mohikanin jako major Ambrose
- 1993: The Snapper jako Dessie Curley (nominacja do Złotego Globu)
- 1994: Droga do Wellville jako dr Lionel Badger
- 1994: Wojna guzików jako ojciec Geronimo
- 1995: O Angliku, który wszedł na wzgórze, a zszedł z góry jako Morgan Koza
- 1996: Ostatnie takie lato jako Jim Davern
- 1997: Con Air – lot skazańców jako Duncan Malloy
- 1999: Waśnie w świecie baśni jako Seamus Muldoon
- 2001: Jak Harry stał się drzewem jako Harry (Irish Film & Television Awards dla najlepszego aktora)
- 2003: Intermission jako Jerry Lynch
- 2004: Przekładaniec jako Gene
- 2006: Pięć palców jako Gavin
- 2007: Królowie jako Joe Mullan
- 2009: Prawo zemsty jako detektyw Dunnigan
- 2009: Przeklęta liga jako Don Revie
- 2010: Idol z piekła rodem jako Jonathan Snow
- 2011: Palący problem jako Harry
- 2012: Zimne światło dnia jako Bandler
- 2012: Uwodziciel jako pan Walter
- 2013: Masz talent jako Roland Potts
- 2016: Pelé. Narodziny legendy jako George Raynor
- 2019: Tolkien jako ojciec Francis Morgan

### Seriale TV
- 1987-1994: Star Trek: Następne pokolenie jako Miles O’Brien
- 1994: Scarlett jako ksiądz Colum O'hara
- 1993-1999: Star Trek: Stacja kosmiczna jako Miles O’Brien
- 2004-2006: Gwiezdne wrota: Atlantyda jako szef Cowen
- 2017: Will jako James Burbage